# Meriones chengi
Meriones chengi é uma espécie de roedor da família Muridae.
Apenas pode ser encontrada na China.